# Charlemagne Théophile Lefebvre
Charlemagne Théophile Lefebvre (Loire-Atlantique, Nantes, 5 de março de 1811 — 1860) foi um explorador e escritor francês.

## Biografia
Participou de uma comissão científica, como tenente da embarcação, que efetuou uma viagem de exploração à Abissínia para estudar a história natural, a geografia, a etnologia, a linguística, a arqueologia e os costumes desta região. A viagem ocorreu entre  11 de dezembro de 1838 e 15 de janeiro de 1844, tendo como participantes os médicos e naturalistas A. Petit e Quartin-Dillon e o desenhista Vignaud.
Como resultado, Théophile Lefebvre,   publicou em 1845-1851 um relato autobiográfico da viagem sob o título "Voyage en Abyssinie exécuté pendant les années 1839, 1840, 1841, 1842, 1843…" (Paris: Arthus Bertrand, Libraire de la Société de Géographie, 1845-1851).
Nesta obra participaram como co-autores Guérin-Menneville,  Guichenot,  O. des Murs,  Florent Prévost e Achille Richard. Este último, como botânico, foi o autor da terceira parte.

## Trabalhos
- Carnet de vocabulaire de la langue du Tigré (province d'Éthiopie), 1839
- Voyage en Abyssinie exécuté pendant les années 1839, 1840, 1841, 1842, 1843..., Arthus Bertrand, Libraire de la Société de Géographie, 1845-1851, texte intégral en ligne